# 沖縄県道206号平野伊原間線
沖縄県道206号平野伊原間線（おきなわけんどう206ごう ひらのいばるません）は、沖縄県石垣市平久保平野と伊原間とを結ぶ一般県道である。

## 概要

### 区間
- 起点：石垣市字平久保平野[1]
- 終点：石垣市字伊原間（国道390号・沖縄県道79号石垣港伊原間線）[1]
- 総延長：14.544km（実延長も同じ）[1]

### 通過自治体
- 石垣市（石垣島）[1]

### 交差・重複路線
- 国道390号（起点）
- 沖縄県道79号石垣港伊原間線（起点）

### 主要施設
- 伊原間郵便局（石垣市伊原間）

## 歴史
- 1953年（昭和28年）に琉球政府道石垣平久保線として指定。1972年（昭和47年）の本土復帰でそのまま県道となった。
- 1975年（昭和50年）に石垣市登野城 - 伊原間間が国道390号に昇格したため、現路線名となった。